# Ducati Pantah

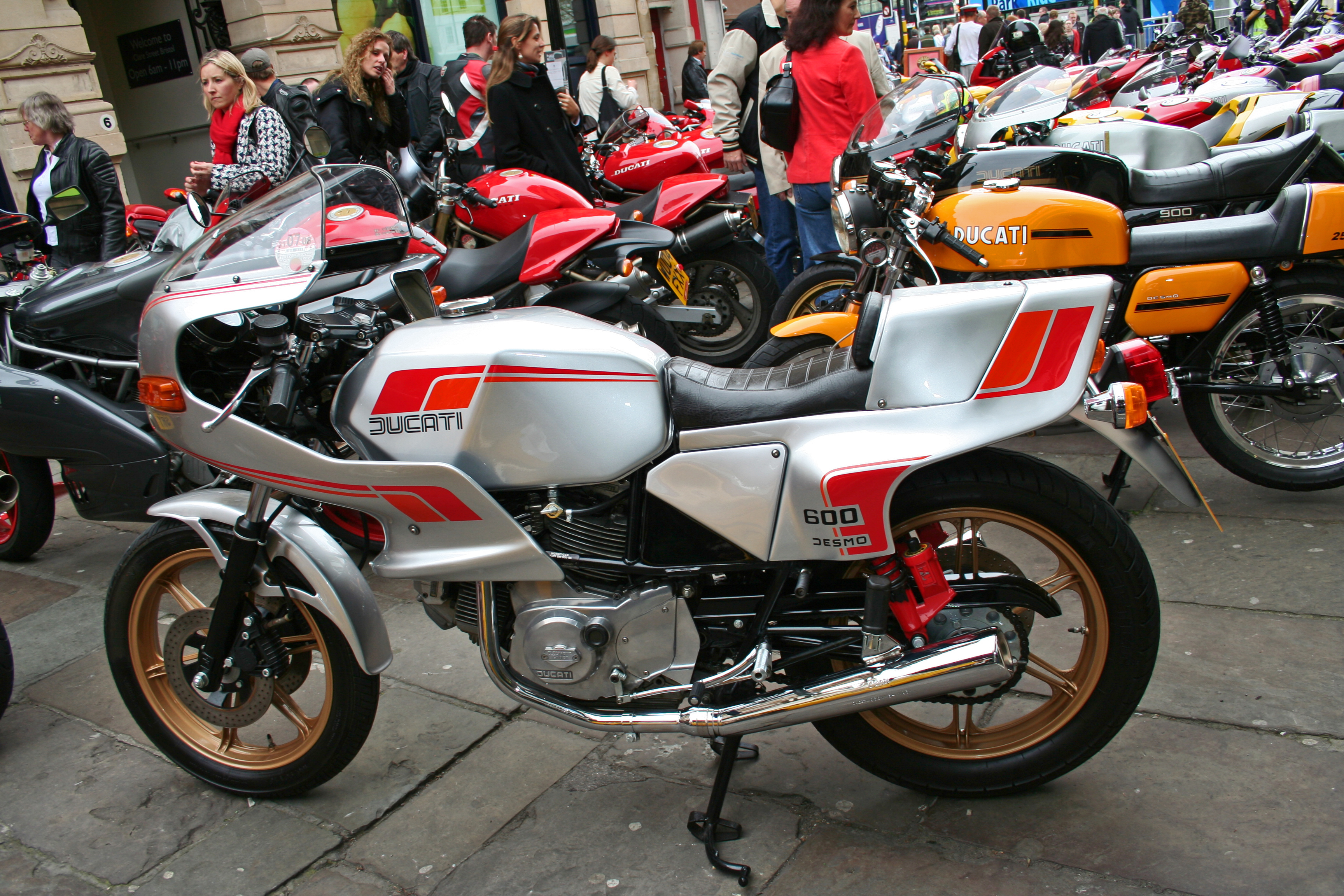
Pantah 600 SL

Die Ducati Pantah ist ein Motorradmodell des italienischen Herstellers Ducati.

## Präsentation
Sie wurde 1977 präsentiert und war das erste Modell von Ducati, bei dem die Nockenwellen durch Zahnriemen angetrieben wurden. Danach hatten bis zur Vorstellung der Ducati Panigale im Jahr 2011 alle neu konstruierten Ducati-Motoren diese Art des Nockenwellenantriebs. Neben Ducati setzt – außer Honda in den Gold-Wing-Modellen bis 1500 cm³, dem Motorenbauer Rotax und Moto Morini mit den V2-Modellen. Außerdem verbaute Gilera in den Einzylinder-Motorrädern in den 80er und 90er Jahren Motoren mit Primärantrieb über einen Zahnriemen.

## Motor und Getriebe
Der Motor ist ein luftgekühlter Zweizylinder-Viertaktmotor. Aus einer Bohrung von 74 mm und einem Hub von 58 mm ergibt sich der Hubraum von 499 cm³. Der Zylinderwinkel beträgt 90°. Die Dell’Orto-Rundschiebervergaser mit einem Durchmesser von 36 mm sind zusätzlich mit Beschleunigerpumpen ausgestattet. Damit wird ein „Verschlucken“ des Motors beim Gasgeben verhindert. Die elektronische Zündanlage arbeitet ohne die bis dahin üblichen Unterbrecherkontakte; sie wurde von Bosch zugeliefert.
Die Pantah hat eine Mehrscheiben-Ölbadkupplung und ein Fünfganggetriebe. Das Hinterrad wird über eine Rollenkette angetrieben.

## Fahrwerk
Das Motorrad hat einen Gitterrohrrahmen aus Stahlrohr. Das Vorderrad wird an einer Teleskopgabel mit 36 mm Durchmesser geführt, hinten ist es eine Schwinge. Ein neues Merkmal der Pantah war die Lagerung der Hinterradschwinge im Motorgehäuse. Mit der Ducati 916 von 1994 wurde die Schwingenlagerung durch zusätzliche Aufnahmen am Rahmen verstärkt. Die beiden hinteren Federbeine wurden von Marzocchi zugeliefert. Die Räder sind  aus Leichtmetallguss. Vorn hat die Pantah eine Doppelscheibenbremse, hinten eine Einscheibenbremse.

## Fahrleistungen

### Beschleunigung
- 0–60 km/h: 3,1 s
- 0–100 km/h: 6,1 s
- 0–140 km/h: 11,7 s

### Durchzugsvermögen
- 60 km/h – 120 km/h im 4. Gang: 10,5 s
- 60 km/h – 120 km/h im 5. Gang: 14,8 s

(Ermittelt von der Zeitschrift Das Motorrad, Heft 11/1981)

## Motorrad des Jahres
Die Ducati Pantah wurde von 87.731 Lesern der Zeitschrift Das Motorrad in der Klasse bis 50 PS zum Motorrad des Jahres 1981 gewählt.

## Importeur
Die Ducati-Motorräder wurden von Fritz Röth († 2020) im hessischen Hammelbach importiert. Der Neupreis der Ducati Pantah betrug 8775 DM. Sie kostete damit mehr als japanische Motorräder der gleichen Hubraumklasse. Inzwischen werden gebrauchte Pantahs zu Preisen bis 9.500 € angeboten (Stand 2021).

## Technische Daten
| Motorbauart | Zweizylinder-V-Motor, 90° Zylinderwinkel, Kurbelwelle quer zur Fahrtrichtung, Viertakt, Luftkühlung |
| Ventiltrieb | OHC, Desmodromik, 2 Ventile pro Zylinder                                                            |
| Kupplung    | Mehrscheiben-Ölbadkupplung                                                                          |
| Getriebe    | 5 Gänge                                                                                             |
| Rahmen      | Stahlrohr-Gitterrahmen, Motor mittragend                                                            |
| Fahrwerk    | vorn Teleskopgabel, hinten Stahlrohrschwinge mit zwei Federbeinen, Scheibenbremsen                  |

| Version     | 500 SL                        | 600 SL                        | 650 SL                        | 350 SL                        |
| Baujahr     | 1979–1983                     | 1980–1984                     | 1983                          | 1983                          |
| Hubraum     | 499 cm³                       | 583 cm³                       | 649 cm³                       | 349 cm³                       |
| Bohrung     | 74 mm                         | 80 mm                         | 82 mm                         | 66 mm                         |
| Hub         | 58 mm                         | 58 mm                         | 61,5 mm                       | 51 mm                         |
| Verdichtung | 9,5:1                         | 10,4:1                        | 10:1                          | 10,3:1                        |
| Leistung    | 34 kW (46 PS) bei 8.500 min−1 | 41 kW (56 PS) bei 8.500 min−1 | 43 kW (58 PS) bei 8.500 min−1 | 28 kW (38 PS) bei 9.400 min−1 |
| Drehmoment  | 40 Nm bei 6.300 min−1         | 50 Nm bei 6.000 min−1         | 57 Nm bei 6.000 min−1         | 31 Nm bei 8.500 min−1         |